# Elsa Kelly

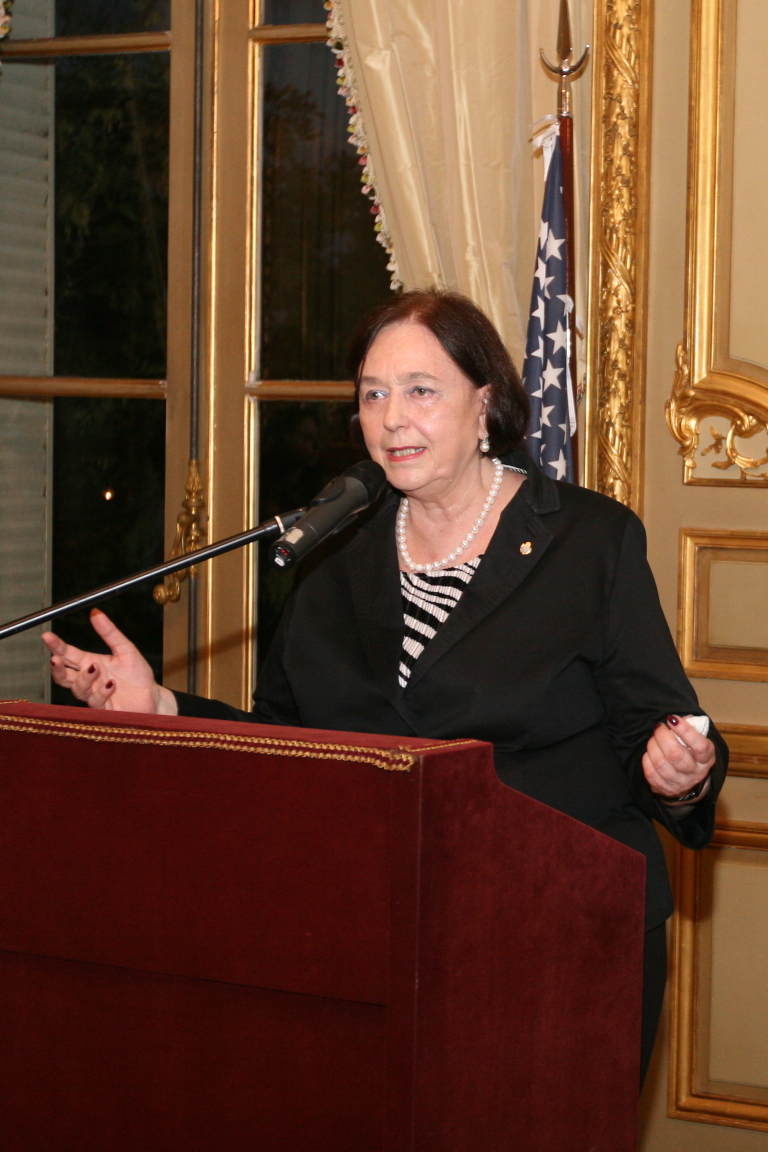
Elsa Kelly

Elsa Rosa Diana Kelly (sinh ngày 28 tháng 2 năm 1939) là một luật sư và nhà ngoại giao người Argentina. Bà hiện đang là một thẩm phán về Tòa án Quốc tế về Luật Biển là một chuyên gia. Bà giữ nhiều vị trí khác nhau trong lĩnh vực ngoại giao của Argentina và từng là Đại sứ tại Ý, Áo và UNESCO.

## Tiểu sử
Kelly sinh ra tại thành phố Buenos Aires ngày 23 tháng 2 năm 1939. Bà tốt nghiệp là một luật sư từ trường Đại học Buenos Aires năm 1960, và được trao tặng học bổng theo chương trình Trung tâm Quan hệ Quốc tế tại Đại học Harvard. Kelly từng là giáo sư Luật công quốc tế. Cô bắt đầu sự nghiệp ngoại giao của mình bằng cách vào Instituto del Servicio Exterior de la Nación (es
). Kelly trở thành đại sứ vào năm 1984. Trong Bộ Ngoại giao và Thờ phượng, bà đã đảm nhiệm một số vị trí trong đó có Ủy viên Hội đồng Đại sứ Đại sứ, Giám đốc Quan hệ Văn hóa và Tổng Giám đốc Môi trường. Bà được bổ nhiệm làm Thứ trưởng Bộ Ngoại giao dưới thời chính phủ Raúl Alfonsín.
Từ năm 1985 đến năm 1989, bà đại diện cho Argentina đến UNESCO tại Paris. Bà được bổ nhiệm làm Đại sứ tại Ý, giữ chức vụ cho đến năm 2003. Kelly là Đại sứ Áo từ năm 2003 đến 2006. Năm 2010, Kelly được Tổng thống Cristina Fernandez de Kirchner bổ nhiệm làm điều phối viên quốc gia cho Hội nghị thượng đỉnh hạt nhân toàn cầu tại Washington D.C. năm đó, tên của bà là một trong những người kế vị có thể có cho Héctor Timerman với tư cách là Đại sứ tại Hoa Kỳ, một vị trí vẫn nằm trong tay Alfredo Chiaradía. Kelly được bổ nhiệm làm thẩm phán Tòa án Quốc tế về Luật Biển vào ngày 1 tháng 10 năm 2011, trở thành người phụ nữ đầu tiên trong số hai mươi thành viên tạo nên thân thể. Bà sẽ ở lại văn phòng trong thời gian chín năm.

## Giải thưởng
Kelly đã được trang trí bởi Chính phủ México, Ecuador và Pháp (Academic Palms). Năm 2008, bà nhận được giải thưởng Konex trong hạng mục Dimpolat, do Quỹ Konex phân phối.